# Margaret Tynes
Margaret Tynes   (Saluda i Saluda, 11 de setembre de 1919 - 7 de març de 2024) va ser una soprano afroamericana estatunidenca.
Nascuda a Saluda (Virgínia), la seva família es va traslladar més tard a Lynchburg i finalment a Greensboro, on el seu pare, J.W. Tynes, va ser durant molts anys ministre de l'Església Baptista de Providence.
Després de llicenciar-se per la Universitat Estatal Agrícola i Tècnica de Carolina del Nord el 1939, va estudiar cant a la Juilliard School de Nova York. Posteriorment, va obtenir un màster en educació musical a la Universitat de Colúmbia el 1944. Durant aquest període, va actuar a un programa de Harry Belafonte de Broadway anomenat Sing Man, Sing!
Tynes va cantar als principals teatres d'òpera dels Estats Units, el Canadà i d'Europa, incloses la Metropolitan Opera de Nova York, La Scala de Milà i la Staatsoper de Viena. Entre els seus papers més destacats hi ha Lady Macbeth (Macbeth), Carmen (Carmen), Aida (Aida) i Dido (Dido i Aeneas). Va ser molt reconeguda internacionalment com a Salome al Festival dei Due Mondi a Spoleto, Itàlia.
El 1957, la NAACP Freedom Fund Dinner la va convidar a participar al costat de Rose Morgan, Steve Allen, Jackie Robinson i Cab Calloway, per homenatjar Duke Ellington i Branch Rickey. El 1958 i el 1959 va aparèixer a l'Ed Sullivan Show com a cantant de gòspel.
A finals de la dècada de 1950 experts en òpera van dir-li que per triomfar en aquell món havia d'anar a Itàlia i Tynes ho va fer, amb la intenció d'estar-s'hi uns quants anys. Però el 1961 va casar-se amb Hans von Klier, un baró d'origen txec, dissenyador industrial, i van establir-se a Milà. Després de la mort del seu marit, l'any 2000, Tynes va decidir tornar a viure als Estats Units.
La temporada 1960-1961 va ser la prima donna absoluta del Metropolitan Opera. El 1961 va cantar al Festival de Spoleto, al costat del tenor George Shirley, una Salome que és recordada com la millor del festival. Va actuar les temporades 1962-1963 i 1963-1964 al Liceu, com a Aida i Salome respectivament. Margaret Tynes va obtenir un triomf personal rotund amb entusiastes bravos i aplaudiments i els comentaris van ser unànimes: «la cantant nord-americana ha estat la més perfecta Salomé que s'ha vist i escoltat al Liceu fins al moment». El 1974 va cantar el paper principal de Jenůfa al Metropolitan.
Tynes va morir a Silver Spring, Maryland, el 4 de març de 2024, als 104 anys.